# Gremersdorf-Buchholz
Pour la commune de Schleswig-Holstein, voir Gremersdorf
Gremersdorf-Buchholz est une commune de l'arrondissement de Poméranie-Occidentale-Rügen, Land de Mecklembourg-Poméranie-Occidentale.

## Géographie
Gremersdorf-Buchholz se situe à environ 15 km à l'ouest de Grimmen et à 11 à l'est de Tribsees.
La Trebel traverse son territoire. Le nord du territoire est composé de forêts.
La Bundesautobahn 20 passe au sud de la commune. Il y a plusieurs parcs éoliens.
La commune est composée des quartiers d'Angerode, Buchholz, Eichholz, Gremersdorf, Grenzin, Hohenbarnekow, Neumühl, Pöglitz et Wolfsdorf.

## Histoire
Les deux villages sont mentionnés au XIIIe siècle.
Depuis le 13 juin 1999, Gremersdorf et Buchholz forment la même commune de Gremersdorf-Buchholz. 

## Personnalités liées à la commune
- Georg Ewald (1926-1973), homme politique né à Buchholz.
- Paul Friedrichs (1940-2012), pilote de moto-cross né à Buchholz.